# Baie Ozernoï
Pour les articles homonymes, voir Ozernoï (homonymie).
La baie Ozernoï (en russe : залив Озерной, zaliv Ozernoy), est une baie située dans la mer de Bering, à l'est de la péninsule du Kamtchatka, en Russie.
Elle est délimitée par la péninsule Ozernoï au nord, qui la sépare du golfe Karaguinski, et au sud par la péninsule Kamtchatski qui la sépare de la baie du Kamtchatka. 